# 辛普森 (內華達州)
辛普森（英語：Simpson）是位於美國內華達州萊昂縣的非建制地區。

## 歷史
辛普森的郵局於1913年設立，其後於1943年停運。

## 地理
辛普森所處的海拔為高於海平面1454米（即4770英呎），而該地所採用的時區為UTC-8，即太平洋时区（PST）。同時該地設有夏令時間，為UTC-8調快一小時，即UTC-7（PDT）。